# Caulibugula longiconica
Caulibugula longiconica är en mossdjursart som beskrevs av Liu 1985. Caulibugula longiconica ingår i släktet Caulibugula och familjen Bugulidae. Inga underarter finns listade i Catalogue of Life.